# Ćele Kula

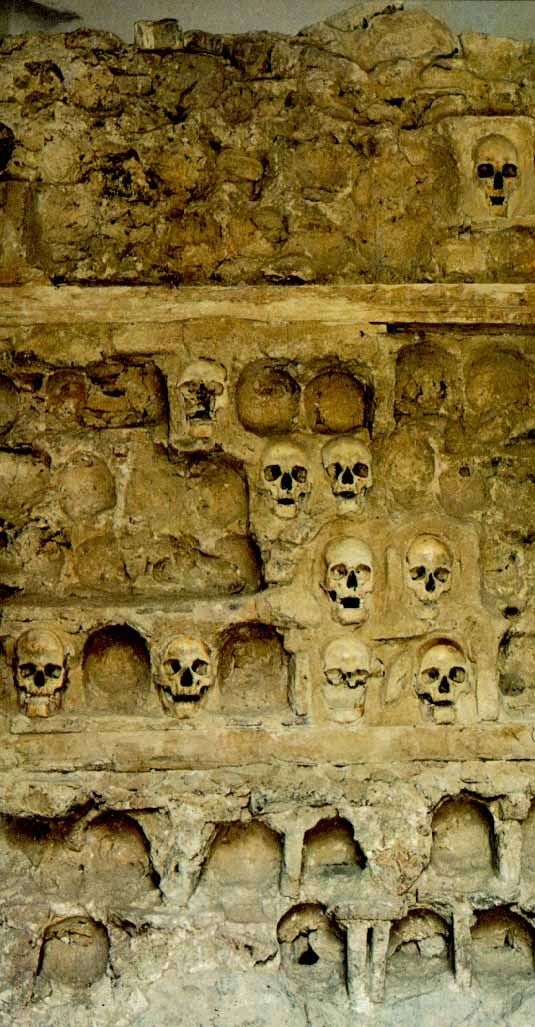
Ćele Kula

Ćele Kula  [tɕel̩e kula] (serbisch-kyrillisch Ћеле-кула, deutsch Schädelturm) ist ein Turm in der serbischen Stadt Niš. Er wurde von den Osmanen aus den Knochen und Schädeln serbischer Rebellen erbaut, die bei der Schlacht von Čegar im Ersten Serbischen Aufstand am 31. Mai 1809 gefallen waren. Der französische Schriftsteller Alphonse de Lamartine (1790–1869) beschrieb den Turm in seinem Buch Voyage en Orient, in dem er die Gräueltaten der Osmanen an der serbischen Bevölkerung thematisiert.

## Bauwerk

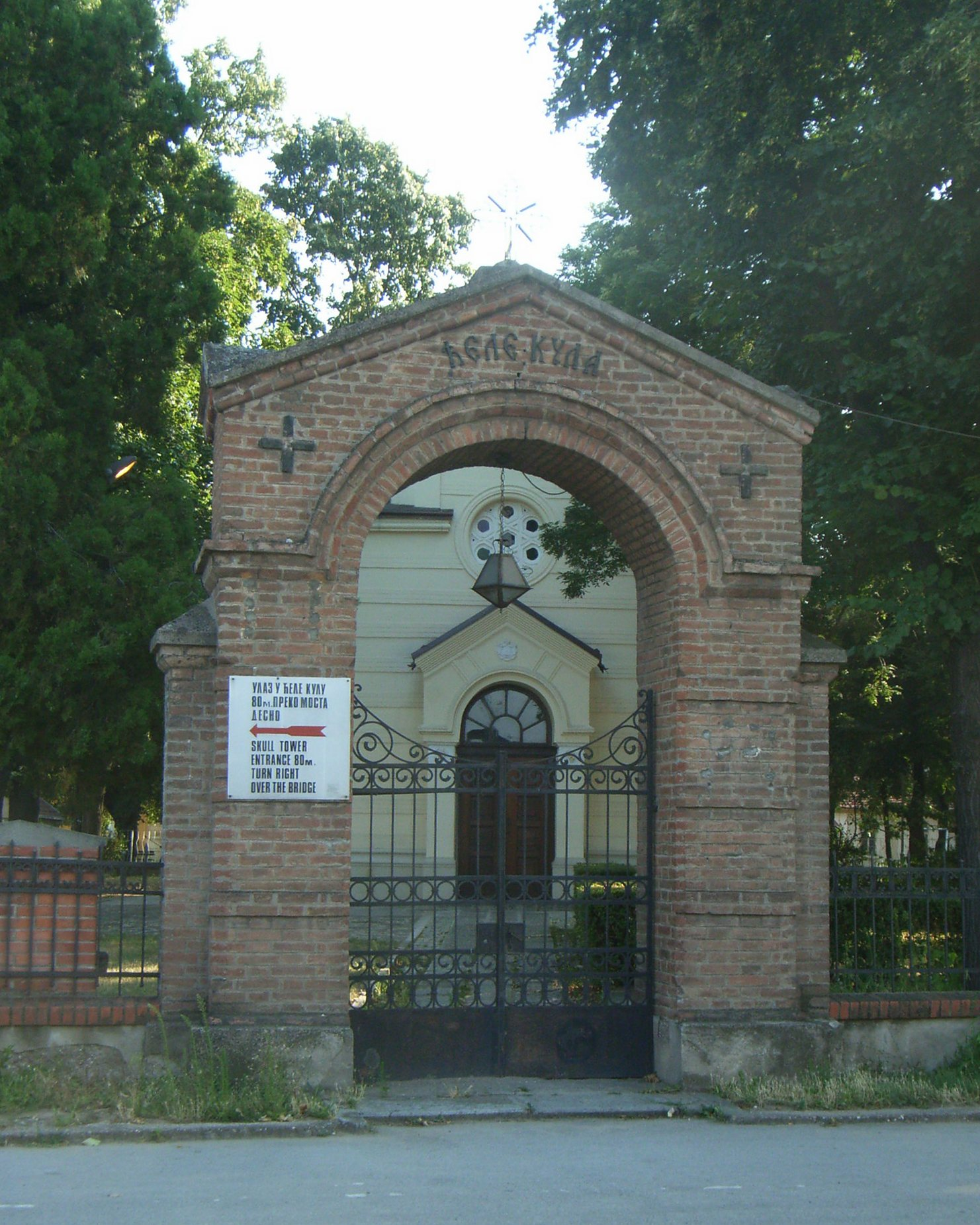
Eingang zur Kapelle, in der der Ćele Kula heute untergebracht ist

Ćele Kula ist quaderförmig und heute nur noch drei Meter hoch. Errichtet wurde er auf Befehl von Hurşid Ahmed Pascha aus Calciumoxid, Sand und den Schädelknochen der Aufständischen, deren Körper vorher mit Baumwolle gefüllt nach Konstantinopel geschickt wurden. Jede Seite des Turms hatte 14 Reihen mit je 17 Öffnungen, wo die Schädelknochen eingemauert wurden. Bei der Fertigstellung waren es 952 Schädel von insgesamt ca. 3000 Gefallenen. Heute sind nur mehr 58 erhalten, da mit der Zeit die meisten gestohlen oder herausgenommen wurden, um „beerdigt“ zu werden.

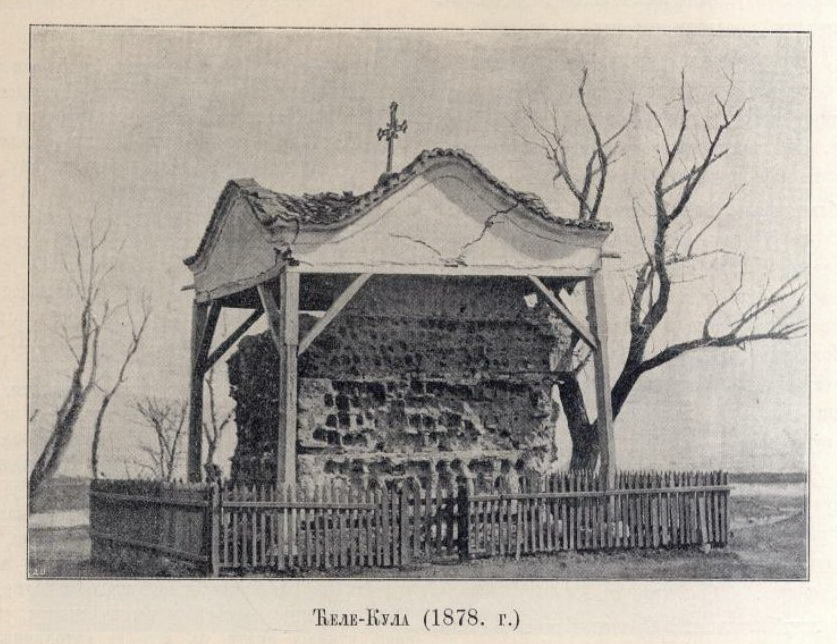
Der Schädelturm im Jahre 1878

Um den Turm wurde 1892 nach Plänen des Belgrader Architekten Dimitrie T. Leko eine Kapelle zum Schutz und zur Stabilität des Bauwerkes errichtet.

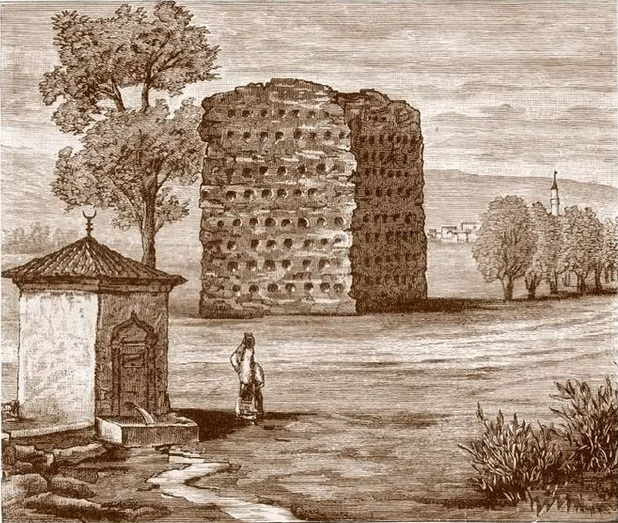
Der Schädelturm im Jahre 1863 nach Felix Philipp Kanitz

Da ein militärisches Spital seinen Komplex um den Turm errichtet hat, wurde der Turm während des Zweiten Weltkriegs bei nahegelegenen Bombeneinschlägen beschädigt, ebenso die gläserne Dachkonstruktion der Kapelle.